# Adrienne Ames
Adrienne Ames, pseudonimo di Adrienne Ruth McClure (Fort Worth, 3 agosto 1903 – New York, 31 maggio 1947), è stata un'attrice statunitense.

## Biografia
Nata nel 1903 a Fort Worth nel Texas, iniziò la sua carriera cinematografica nel 1927. Fu lanciata come attrice per interpretare piccoli ruoli in film muti. Con l'avvento del sonoro la sua popolarità aumentò e venne contattata anche per alcuni film musicali. Negli anni '30 prese parte a circa 30 film.
Nel 1941 lasciò Hollywood e si dedicò ai programmi radiofonici, realizzando un talk show a New York. Il programma proseguì fino a poco prima della sua morte, avvenuta nel 1947, ad appena quarant'anni, a causa di un tumore.
Si sposò tre volte, la prima con Derward Truax, da cui ebbe nel 1922 la figlia Barbara, la seconda nel 1929 con il produttore Stephen Ames e infine con l'attore Bruce Cabot, dal 1933 al 1937. È stata inserita nella Hollywood walk of fame.

## Filmografia parziale
- Sally, regia di John Francis Dillon (1929) - non accreditata
- The Road to Reno, regia di Richard Wallace (1931)
- 24 Hours, regia di Marion Gering (1931)
- Ragazze per la città (Girls About Town), regia di George Cukor (1931)
- Working Girls, regia di Dorothy Arzner (1931) - non accreditata
- Peccatori (Sinners in the Sun), regia di Alexander Hall (1932)
- Bacio mortale (The Death Kiss), regia di Edwin L. Marin (1932)
- Papà cerca moglie (A Bedtime Story), regia di Norman Taurog (1933)
- Sedotta (Disgraced!), regia di Erle C. Kenton (1933)
- From Hell to Heaven, regia di Erle C. Kenton (1933)
- Il paradiso delle stelle (George White's Scandals), regia di Thornton Freeland, Harry Lachman, George White (1934)
- You're Telling Me!, regia di Erle C. Kenton (1934)
- Black Sheep, regia di Allan Dwan (1935)
- L'avventura di Anna Gray (Woman Wanted), regia di George B. Seitz (1935)